# Windows Me
Windows Me（Windows Millennium Edition）是微软于2000年推出的电脑操作系统。Windows Me是最后一个基于DOS的混合的16位/32位Windows系统，也是Windows 9x系列最后一代产品，版本号为4.9，开发代号为Millennium。于2000年6月19日发行RTM版本，零售版则于9月14日发行。在2001年推出其继任者Windows XP之前，它是微软面向家庭用户的主要操作系统。
其名称有两种解读：一是纪念公元2000年，因为可作“千禧年特別版”（Millennium Edition）的缩写；二是寓意个人运用版，因为在英文中的本意是“自己”。

## 历史
Build 2332.2：已知最早的Windows Me版本，編譯於 Windows 98第二版發行後的1999 年 7 月 13 日。大多數產品名稱已更改為「Windows Millenium」，但系統在某些地方仍將自己標識為 Windows 98。 
Build 2348：在編譯2332.2大約一個月後的版本。這包含一些新功能，此版本中引入的 2 個主要功能是系統還原和系統文件保護。這兩者都可以通過修改登錄註冊表來啟用。系統恢復允許用戶在任何情況下將他們的系統恢復到以前的時間點，成為 Windows Me 的標誌性功能之一。
Build 2394：包含第一個完整的系統還原。也讓系統文件保護在後台運行，不需調整任何設定，該功能也出現在 Windows XP。系統還原參考一個名為 PCHealth 的程序，是現代 Windows 故障排除工具的前身，可以指定一個問題，程序會提供指向必要故障排除程序的鏈接，該鏈接包含在“幫助”應用程式中。
Build 2452：編譯於2000 年 1 月，引入了一些更多的視覺修改。雖然設置的初始部分看起來完全相同，但更新了歡迎介面的簡介以提及一些新功能，包括 Windows Movie Maker。含有在最終版本中不會出現的新背景。開始菜單資料夾包含網路遊戲，系統還原也有一個新的設計，相似最終的版本。此版本包含Windows Movie Maker 1.0，但沒有任何過埸或效果。
Build 2525.6：編譯於 2000 年 5 月，此時大多數視覺元素和界面已經確定。系統現在將自己標識為「Windows Millenium」，安裝過程中的所有藝術品圖片和文字簡介也已完成。 出現了最終啟動畫面以及第二階段設置的設計。最大的變化是首次登錄時看到的新版歡迎介面，和最終版本的不一樣。但是一旦完成，它就會進入一個交互式媒體應用程序，可以在此處了解有關 Windows Me 某些功能的更多資訊。
Build 3000：Windows Me 的最終版本，於 6 月發佈到製造階段，並在 3 個月後全面上市。

## 新特性
Windows Me是在Windows 98的基础上开发的，在内核方面没有实质性的进展，但它包括一些相关的小改善。尤其是用户界面方面为之后的Windows XP提供一些借鉴。

### 用户界面
Windows Me提供与Windows 2000一致的界面外观。

### 改进的硬件支持
- 更快的启动时间
- USB人机接口设备类（英语：USB human interface device class）
- Windows图像采集（英语：Windows Image Acquisition）
- 改进的电源管理和挂起/恢复操作
- USB和FireWire支持改进
- 原生支持USB大容量存储设备

### 数字媒体
- Windows Media Player 7：一个能播放多种格式、并能方便管理数字媒体文件的播放器软件。添加CD支持，综合媒体编码器，并能够直接向便携式设备发送音乐。另一个新的特点是它的无线电调谐器，可用于搜索和通过Internet连接到广播电台。
- Windows Movie Maker：一个全新的系统组件，提供最基本的视频编辑与设计功能，对家庭用户来说更为简单易学，但在视频编辑方面仍处在入门级别。
- Windows DVD Player

### 网络技术
- 家庭网络：提供一个简单的家庭网络组网向导，并且含有更新的TCP/IP协议，提供打印机共享等功能。

### 系统组件
- 系统还原日志和还原系统：系统还原的加入意味着简化了故障排查和问题解决工作。理论上，这是一个大的改进：用户不再需要难学难懂的DOS命令行，就可以维护和修复系统。可实际上，失去DOS功能对维护来说是一个障碍，而系统还原功能也带来一些新麻烦：性能显著的降低。实际证明系统还原并不能有效胜任一些常见的错误修复任务，例如程式會在系統還原後无法运行、系統死機的情況也更严重。由于系统执行每次更改前都会自动创建一个先前系统状态的备份，这使得非专业人员很难迅速完成修改，甚至包括删除一个不想要的程序或病毒，所以很多防毒軟件在杀毒及一般使用下都不建議開啟系統還原功能。
- Internet Explorer 5.5：与操作系统更好结合，在许多地方提供更加方便的web视图。
- MSN Messenger：作为系统组件提供在线聊天、会议的解决方案。
- Windows 網路遊戲：包括雙陸棋、紅心大戰、黑白棋、黑桃王和跳棋。

## 删除的功能

### 实模式DOS
Windows Me对实模式MS-DOS的支持有限制。这就意味着，与Windows 95和98不同，微軟在加载Windows图形界面前隱藏加载DOS的過程，使得启动时间有所減少。它仍然提供MS-DOS模式，可以运行在窗口中，但是一些应用程序（如较早的磁盘工具）需要实模式，而不能运行在DOS窗口中。微软在Windows Me中摒弃DOS真實模式，理论上这有助于系统的速度提升，减少对系统资源的使用。然而事实上这反而造成Windows Me系统不稳定，而且使Windows Me運行非常慢。以至于在使用Windows Me一段期间后，系统就有明显变慢，甚至不停出現當機甚至藍屏死機等異常現象。

## 硬件要求[4]
| 硬件       | 最低配置                      | 推荐配置                                      |
| ---------- | ----------------------------- | --------------------------------------------- |
| CPU        | Pentium，150 MHz              | Pentium II，300 MHz                           |
| 内存       | 32 MB                         | 64 MB                                         |
| 硬盘       | 320 MB                        | 2 GB                                          |
| 媒体驱动器 | CD或DVD驱动器 3.5寸软盘驱动器 | CD或DVD驱动器 3.5寸软盘驱动器                 |
| 显示       | VGA                           | SVGA 适用于Windows Movie Maker 的视频采集设备 |
| 音响设备   | 声卡 扬声器或耳机             | 适用于Windows Movie Maker的麦克风             |
| 网络       | （无要求）                    | Internet连接，56.6 Kbps调制解调器或更快       |
| 输入设备   | 鼠标或兼容的光标定位设备      | 鼠标或兼容的光标定位设备                      |

默认情况下，Windows Me最多只能处理512 MB的RAM。更大的RAM会使系统不稳定；然而，根据硬件和软件配置，有时可以手动调整安装以继续使用更大的RAM。RAM超过1.5 GB的系统可能会在启动期间不断重新启动。 /nm安装开关可用于DOS命令行以绕过最低要求，允许安装在低至16 MHz 80486SX的CPU上。

## 系统漏洞
Windows Me的系统还原存在的一个更严重的问题是，在还原到2001年9月8日之后创建的检查点时，会报告“还原失败”。这是系统还原程序中的一个错误，微软已经说明并给予解决方案。

## 評價
由於Windows Me推出之後，對於系統當機等問題引發不少的批評。比如一篇由丹·泰南（Dan Tynan）於2006年撰寫並發表在個人電腦世界網（Pc World）的文章《迄今為止最糟的科技產品》將Windows Me的“Me”貶為“Mistake Edition”，而Windows Me也在文章中“榮獲”殿軍。（見外部鏈接中的“PCWorld網站票選：史上25大科技爛貨（第四名），2006年5月26日。”）文章指出：“Windows Me在Windows 2000發布後不久發布，用戶幾乎隨時都在提交它的錯誤報告：在安裝時，運行時，工作時，安裝新的硬體和軟體時，甚至在报错時（还会出现错误）。”
系統還原同樣存在2001年9月8日之後所建立的檢查點無法還原的錯誤，這會導致2001年9月8日之後所建立的檢查點還原失敗，微軟在2001年3月2日發布了更新修復了這一問題。
另外一個比較常見的錯誤在開機和關機時，Windows Me往往會在這個時候藍屏死機而不是正常地執行開機和關機命令。
與那些負面評價相對的是，拜倫·辛森（Byron Hinson）與朱利安·傑（Julien Jay）在寫給ActiveWin的文章中對Windows Me表示肯定。由於隱藏了真實模式的MS-DOS，他們指出，“隱藏真實模式的MS-DOS使得Windows Me在穩定性（顯著減少的藍屏死機就是其現實證明。）和啟動速度方面都有顯著提升。”他們推薦Windows 9x的用戶將系統升級到Windows Me，並指出，“如果妳還認為Windows Me不是一款劃時代的作業系統的話，妳可以清楚地看到微軟集中全力使其界面更加友好，穩定並包羅了所有的多媒體選項。這樣的出色的結果配合其強化的性能真的很值得期待。”

## 後續
在1999年4月，微软正式公佈Windows Me成為Windows 9x系列中最後一個產品。Windows Me在2006年7月11日起和Windows 98/98SE一樣停止重大安全更新。Windows Me的后续产品为Windows XP，是微软第一个基于Windows NT内核的家用桌面操作系统，在2001年10月25日上市。

## 外部連結
- PCWorld網站票選：史上25大科技爛貨（第四名），2006年5月26日 （页面存档备份，存于）。